# باول فارمان
باول فارمان (بالإنجليزية: Paul Farman) هو لاعب كرة قدم بريطاني، ولد في 11 فبراير 1989 في شيلدز الشمالية ‏ في المملكة المتحدة. لعب مع ستيفيناغ بوروه.

## وصلات خارجية
- باول فارمان على موقع قاعدة بيانات كرة القدم.إي يو (الإنجليزية)
- باول فارمان على موقع Soccerbase.com (لاعب) (الإنجليزية)
- باول فارمان على موقع Soccerway.com (الإنجليزية)